# Symbol Technologies
Symbol Technologies es un fabricante mundial de equipo móvil de comunicaciones. La compañía se especializa en lectores de códigos de barras, computadoras móviles e infraestructura inalámbrica. Las tecnologías de esta empresa son líderes en Nueva York y en casi todo Estados Unidos.
En diciembre de 2000 Symbol Technologies adquirió Telxon Corporation, que consolidó la posición de la firma en el mercado. El 9 de enero de 2007, Symbol Technologies fue adquirido por Motorola por 3,9 mil millones de dólares.
Los productos de Symbol Technologies se venden diversos tipos de industrias, no obstante la mayoría del negocio viene del sector de la venta al por menor. Sus líneas de productos incluyen:
- Lectores de código de barra.
- Software móvil.
- Sistemas de pago.
- RFID (identificación de la radiofrecuencia).
- Infraestructura inalámbrica (puntos de acceso, switchs, etc.).